# Åhléns
Åhléns est une chaîne de magasins suédoise. Il s'en trouve dans pratiquement toutes les villes du pays, avec plusieurs magasins dans les grandes villes - il y a par exemple 18 boutiques Åhléns à Stockholm (en mars 2007). Åhléns opère aussi en Norvège.
Åhléns est l'un des plus gros détaillants de Suède dans nombre de domaines. Leurs opérations se concentrent dans quatre secteurs d'activité : la mode, la beauté, l'ameublement et les médias.
Åhléns est fondé en 1899 sous le nom d'Åhlén & Holm par Johan Petter Åhlén et son oncle Erik Holm. Il s'agit alors d'un service de vente par correspondance, opérant à partir d'Insjön en Dalécarlie. La société prospère, et en 1915 les quartiers généraux sont déplacés à Stockholm.
Dans les années 1930, l'idée initiale du service de vente évolue vers une chaîne de magasins, et la compagnie ouvre son premier magasin en 1932 à Östermalmstorg, Stockholm. En 1964, le bâtiment principal, Åhléns City, le plus grand magasin de Suède, ouvre dans le centre de Stockholm.
En 2007, Åhléns appartient à Axel Johnson AB, lui-même appartenant entièrement à Antonia Ax:son Johnson, l'une des femmes les plus riches de Suède.

## Source
- (en) Cet article est partiellement ou en totalité issu de l’article de Wikipédia en anglais intitulé « Åhléns » (voir la liste des auteurs).